# Чиаури
Чиаури (груз. ჭიაური) — село в Грузии, в муниципалитете Лагодехи края Кахетия.

## География
Село расположено в восточной части края, в 25 километрах по прямой к юго-западу от центра муниципалитета Лагодехи. Высота центра — 210 метров над уровнем моря.

## Население
По данным переписи населения 2014 года, в селе проживало 1044 человека.
| Год  | Население | Мужчины | Женщины |
| ---- | --------- | ------- | ------- |
| 2002 | 1102      | 575     | 527     |
| 2014 | 1044      | 560     | 484     |